# Ligue de diamant 2010 - lancer du disque féminin
Navigation
2011
Le concours du lancer du disque féminin de la Ligue de Diamant 2010 s'est déroulé du 14 mai au 27 août 2010. La compétition a fait successivement étape à Doha, Oslo, New York, Lausanne, Paris et Londres, la finale se déroulant à Bruxelles. L'épreuve est remportée par la Cubaine Yarelis Barrios qui s'adjuge quatre victoires en sept meetings.

## Calendrier
| Date            | Meeting                         | Ville     | Pays        |
| --------------- | ------------------------------- | --------- | ----------- |
| 14 mai 2010     | Qatar Athletic Super Grand Prix | Doha      | Qatar       |
| 4 juin 2010     | Bislett Games                   | Oslo      | Norvège     |
| 12 juin 2010    | Meeting de New York             | New York  | États-Unis  |
| 8 juillet 2010  | Athletissima                    | Lausanne  | Suisse      |
| 16 juillet 2010 | Meeting Areva                   | Paris     | France      |
| 13 août 2010    | Aviva London Grand Prix         | Londres   | Royaume-Uni |
| 27 août 2010    | Mémorial Van Damme              | Bruxelles | Belgique    |

## Faits marquants
La croate Sandra Perković remporte à Bruxelles le dernier meeting de la saison devant Yarelis Barrios en établissant un nouveau record de Croatie avec 66,93 m. Malgré cette défaite, la Cubaine conserve la tête du classement général de la Ligue de diamant 2010.

## Résultats
| Date | Meeting   | 1er                          | 1er   | 2e                           | 2e    | 3e                                | 3e    |
| --- | --------- | ---------------------------- | ----- | ---------------------------- | ----- | --------------------------------- | ----- |
| 14 mai 2010 | Doha      | Yarelis Barrios 64,90 m      | 4 pts | Dani Samuels 64,67 m         | 2 pts | Sandra Perković 62,33 m           | 1 pt  |
| 4 juin 2010 | Oslo      | Nadine Müller 63,93 m        | 4 pts | Żaneta Glanc 62,16 m         | 2 pts | Aretha Thurmond 61,80 m           | 1 pt  |
| 12 juin 2010 | New York  | Sandra Perković 61,96 m      | 4 pts | Aretha Thurmond 61,19 m      | 2 pts | Věra Pospíšilová-Cechlová 60,71 m | 1 pt  |
| 8 juillet 2010 | Lausanne  | Yarelis Barrios 65,92 m (SB) | 4 pts | Becky Breisch 64,53 m (SB)   | 2 pts | Dani Samuels 62,05 m              | 1 pt  |
| 16 juillet 2010 | Paris     | Yarelis Barrios 65,53        | 4 pts | Nicoleta Grasu 63,78 m (SB)  | 2 pts | Sandra Perković 63,62 m           | 1 pt  |
| 13 août 2010 | Londres   | Yarelis Barrios 65,62        | 4 pts | Sandra Perković 63,30 m      | 2 pts | Nicoleta Grasu 61,78 m            | 1 pt  |
| 27 août 2010 | Bruxelles | Sandra Perković 66,93 (NR)   | 8 pts | Yarelis Barrios 65,96 m (SB) | 4 pts | Li Yanfeng 64,74 m                | 2 pts |
| Records et Performances - AR : Record continental (area record) - CR : Record des championnats (championship record) - MR : Record du meeting (meet record) - NR : Record national (national record) - OR : Record olympique (olympic record) - PR : Record paralympique (paralympic record) - PB : Record personnel (personal best) - SB : Meilleure performance personnelle de la saison (season's best) - WL : Meilleure performance mondiale de l'année (world leader) - WJR : Record du monde junior (world junior record) - WR : Record du monde (world record) Circonstances et Conditions - DNF : N'a pas terminé (did not finish) - DNS : N'a pas pris le départ (did not start) - DQ : Disqualification (disqualification) - NM : Aucun essai valable enregistré (No Mark) - Q : Qualifié « directement » au prochain tour (ou à la prochaine compétition), lors d'une compétition majeure, grâce au classement ou à la réalisation des minima (automatic qualifier) - q : Qualifié au prochain tour (ou à la prochaine compétition), lors d'une compétition majeure, grâce au repêchage ou à la réalisation de l'une des meilleures performances parmi celles des « non qualifiés directement » (grâce au meilleur temps ou à la meilleure distance par exemple) (secondary qualifier) |           |                              |       |                              |       |                                   |       |

## Classement général
| Rang | Athlète                                     | Points |
| ---- | ------------------------------------------- | ------ |
| 1    | Yarelis Barrios                             | 20     |
| 2    | Sandra Perković                             | 16     |
| 3    | Nadine Müller                               | 4      |
| 4    | Nicoleta Grasu Dani Samuels Aretha Thurmond | 3      |
| 7    | Becky Breisch Li Yanfeng                    | 2      |
| 8    | Żaneta Glanc Věra Pospíšilová-Cechlová      | 1      |